# حاج مم‌جعفر در پاریس
حاج مم‌جعفر در پاریس: خاطرات سفر یک ایرانی در دیار مه‌رویان کتاب طنزی‌ست از ایرج پزشک‌زاد که برای اولین و تنها بار در ۱۳۳۳ منتشر شده. نویسنده در مقدمه این کتاب خاطرات طنز او از همراهی به عنوان مترجم و راهنمای یکی از تجار ثروتمند تهران و مالک چندین مغازهٔ خواربارفروشی و صابون‌فروشی در سفر به پاریس است.